# Roi-Namur
Roi-Namur est une île située dans la partie nord de l'atoll de Kwajalein des Îles Marshall. Depuis le 4 février 1985, Roi-Namur est inscrit au Site Historique National et au Registre national des lieux historiques.

## Histoire
Durant la Seconde Guerre mondiale, les lieux ont été occupés dans un premier temps par les forces japonaises. L'île fut la cible de la 4e division des Marines américains durant la bataille de Kwajalein, en février 1944.

## Activité

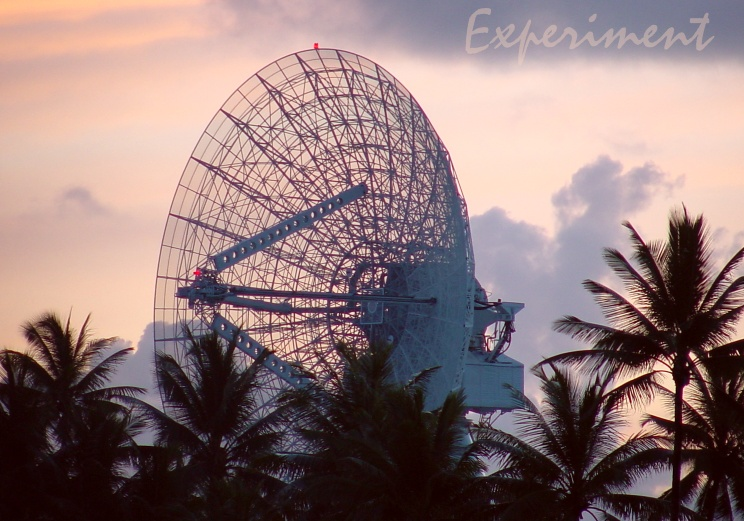
Radar TRADEX.

L'île fait partie du site d'essai balistique Ronald-Reagan, où travaillent environ une centaine d'Américains, avec quatre sites de radar de conduite de tir ALCOR, ALTAIR, MMW et TRADEX. Elle dispose de plus d'un aéroport militaire, le Freeflight International Airport.